# Stojgnev
Stojgnev je bil knez slovanskega plemena Obodritov ob spodnji Odri, ki je vladal v prvi polovici 10. stoletja, * ni znano, † 16. oktober 955, okolica Ribnitz-Damgartna, Nemčija.

## Življenje
Nekateri viri omenjajo, da je Stojgnev delil oblast s svojim bratom Nakonom.
Stojgnev je prvič omenjen v kroniki Res gestae Saxonicae (Dejanja Sasov), Widukinda Corveyskega kot eden od voditeljev množičnega upora Slovanov proti Sasom Otona I. Velikega.
Osvajalske vojne saških vojvod in nemških cesarjev saškega porekla Henrika I. Ptičarja in Otona I. po letu 929 so sčasoma privedle do zasedbe ozemlja ob spodnji Odri, kjer sta živeli slovanski plemeni Obodriti in Ljutiči. Nemška oblast je povzročila upor Obodritov pod vodstvom Stojgneva in Nakona. 
16. oktobra 955 je na ozemlju Obodritov blizu reke Raxe potekala bitka, v kateri se Obodriti niso mogli upirati saški konjenici in bili katastrofalno poraženi. Stojgneva je na begu ubil nemški vojak, mu odrezal glavo in bil zato velikodušno nagrajen. V bitki je bilo ubitih okoli 1100 in ranjenih 2000 Sasov. Slovani so imeli 4500 ubitih in 2000 ranjenih upornikov. Po bitki je bila Stojgnevova glava nabodena na kol, v njeni bližini pa je bilo usmrčenih sedemsto ujetih Slovanov. Stojgnevovemu svetovalcu so odrezali jezik in iztaknili oči.

## Opomba
1. ↑  Po smrti obodritskega kneza Stojgneva, po nemškem kronistu Thietmarju Merseburškemu domnevno Nakonovega brata, je Nakon začel samostojno vladati leta 955.